# São Luís (tiểu vùng)
São Luís là một tiểu vùng thuộc bang Maranhão, Brasil. Tiều vùng này có diện tích 1410 km², dân số năm 2007 là 1013431 người.